# NGC 5080
NGC 5080 est une galaxie elliptique (lenticulaire ?) située dans la constellation de la Vierge. Sa vitesse par rapport au fond diffus cosmologique est de 6 758 ± 21 km/s, ce qui correspond à une distance de Hubble de 99,7 ± 7,0 Mpc (∼325 millions d'al). NGC 5080 a été découverte par l'astronome américain Edward Singleton Holden en 1881.
Les dimensions indiquées dans la base de données NASA/IPAC sont de 0,3′ × 0,3′. La mention de very compact est basée sur un article publié en 1961 alors qu'on ne disposait sans doute pas d'une image aussi précise que celle obtenue du relevé SDSS. Ces dimensions semble correspondent à la partie centrale très lumineuse de NGC 5080. Aussi, cette galaxie n'est pas réellement compacte.
À ce jour, une mesure non basée sur le décalage vers le rouge (redshift) donne une distance d'environ 88,600 Mpc (∼289 millions d'al). Cette valeur est à l'extérieur des valeurs de la distance de Hubble. Notons que c'est avec la valeur moyenne des mesures indépendantes, lorsqu'elles existent, que la base de données NASA/IPAC calcule le diamètre d'une galaxie. Le diamètre de cette galaxie pourrait donc être plus grand, soit environ 36,7 kpc